# Бікман-плейс
Бікман-плейс (англ. Beekman Place) — невелика вулиця, розташована в нейборгуді Тертл-Бей на Іст-Сайді Манхеттена, Нью-Йорк. Пролягаючи з півночі на південь протягом двох кварталів, вулиця розташована між східним кінцем 51-ї вулиці та Мітчелл-плейс, де вона закінчується біля підпірної стіни над 49-ю вулицею, звідки відкривається вид на скляні житлові вежі на 860 та 870 Юнайтед Нейшен плаза, на півночі штаб-квартири ООН. «Бікман-плейс» також відноситься до невеликого житлового анклаву, який оточує саму вулицю. Він названий на честь родини Бікманів, які мали вплив на розвиток Нью-Йорка.

## Історія
По сусідству був особняк родини Бікманів, Маунт-Плезант, який Джеймс Бікман побудував у 1765 році. Джеймс Бікман був нащадком Віллема Бікмана, на честь якого були названі Бікман-стріт і Вільям-стріт. Віллем Бікман прибув із Зютфена, Нідерланди, до нової колонії Нові Нідерланди і був одним із перших впливових поселенців у голландському місті Новий Амстердам. Британці розмістили свій штаб в особняку на деякий час під час війни за незалежність США, а Натана Гейла судили як шпигуна в оранжереї особняка та повісили в сусідньому фруктовому саду. Джордж Вашингтон багато разів відвідував будинок під час свого президентства. Сім'я Бікманів жила в Маунт-Плезант, поки епідемія холери не змусила їх переїхати в 1854 році, але будинок проіснував до 1874 року, коли його було знесено.